# Ignacy Daszyński

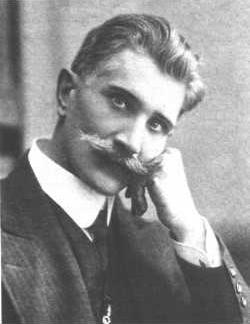
Ignacy Daszyński

Ignacy Ewaryst Daszyński (* 26. Oktober 1866 in Sbarasch, Galizien, Kaisertum Österreich; † 31. Oktober 1936 in Cieszyn) war ein polnischer Politiker und Ministerpräsident.

## Leben

### Studium und Gründung der Sozialdemokratischen Partei Galiziens
Nach dem Schulbesuch begann er 1888 ein Studium der Philosophie an der Jagiellonen-Universität. Wegen seiner frühzeitigen vom Sozialismus geprägten politischen Tätigkeiten als Student musste er das Studium abbrechen und ging für einige Zeit ins Exil nach Argentinien. Im April 1890 kehrte er nach Europa zurück, wo er sich zunächst in Davos und später in Paris niederließ.
In der Folgezeit setzte er dann jedoch sein Studium an der Universität Zürich fort, wo er in Kontakt mit Julian Balthasar Marchlewski, Rosa Luxemburg und dem späteren Staatspräsidenten Gabriel Narutowicz in Kontakt kam. Im Oktober 1892 gehörte er dann zu den Mitgründern und Organisatoren der Polnischen Sozialdemokratischen Partei Galiziens und Teschner Schlesiens (Polska Partia Socjalno-Demokratyczna Galicji i Śląska Cieszyńskiego), die sich später der Polnischen Sozialistischen Partei (Polska Partia Socjalistyczna) anschloss. Kurz darauf wurde er Redakteur der sozialistischen Tageszeitung Vorwärts (Naprzód), in der er kritische Artikel über die Bourgeoisie verfasste und nahm an einem Internationalen Kongress in London 1896 teil.

### Abgeordneter des Österreichischen Reichsrates und Provisorischer Ministerpräsident

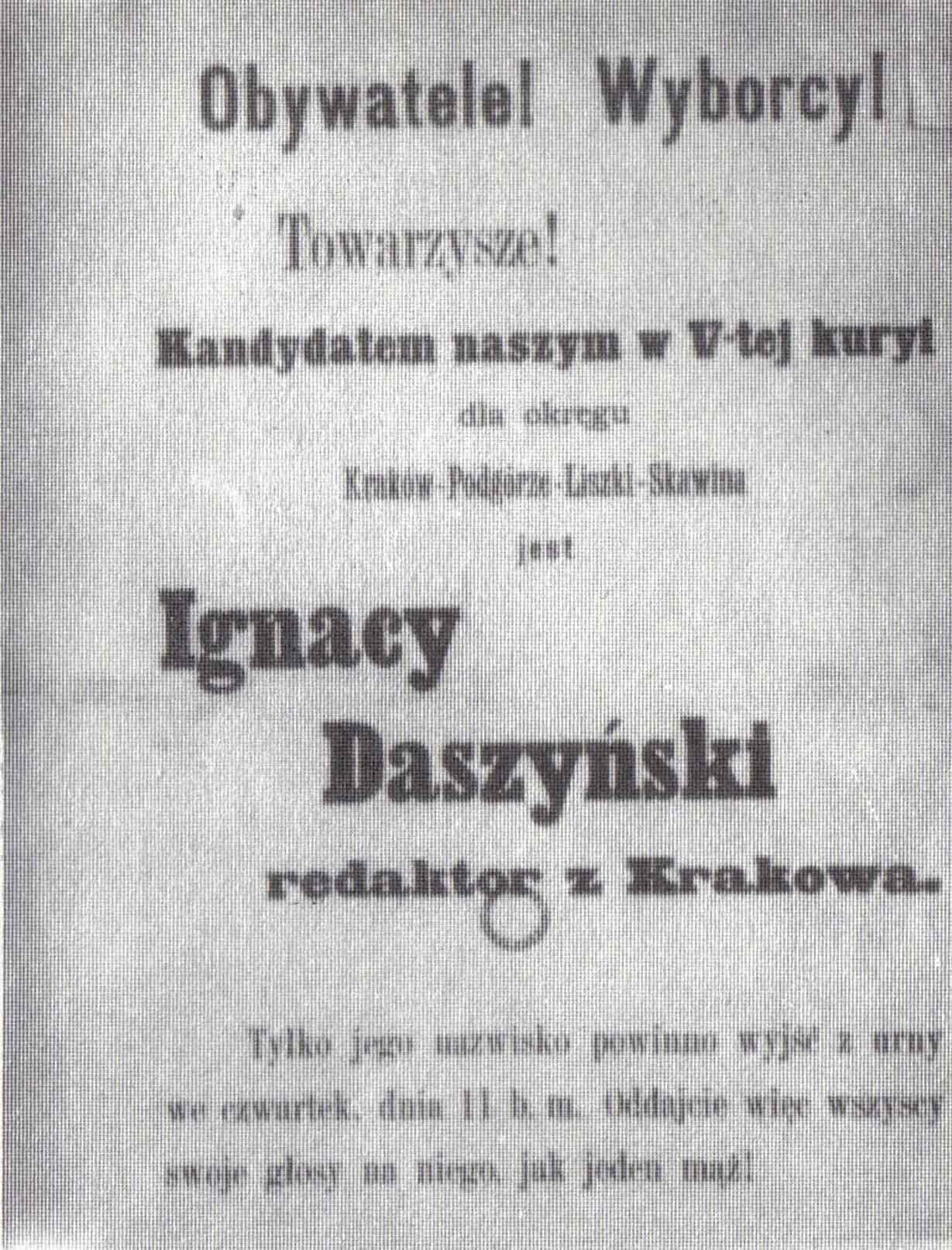
Aufruf zur Wahl von Daszynski 1897

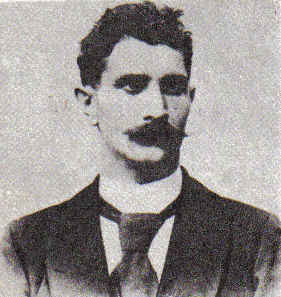
Daszyński (um 1905)

1897 wurde er dann zum Abgeordneten des Reichsrates gewählt, dem Parlament der österreichischen Reichshälfte (Cisleithanien) von Österreich-Ungarn, dem er als Vertreter Galiziens bis 1918 angehörte. Daszyński war ab 1903 auch Teilnehmer an mehreren Kongressen der Sozialistischen Internationale, auf denen er stets für eine Unabhängigkeit und Einheit aller polnischen Gebiete als zentraler Bestandteil des Programms der polnischen Sozialisten eintrat. Zur Erreichung dieser Ziele kam es ab 1912 zu einer intensiven Zusammenarbeit mit dem von ihm geschätzten Józef Piłsudski. Im gleichen Jahre wurde er außerdem Chefredakteur der Zeitung Naprzód. Während des Ersten Weltkrieges war er einer der Mitbegründer des Polnischen Nationalkomitees und wurde Ende Oktober 1918 zu einem der Vorsitzenden der Liquidationskommission, einer Übergangsregierung im Hinblick auf den neu zu gründenden polnischen Staat.
Am 7. November 1918 wurde er Vorsitzender (Ministerpräsident) einer nach der Wiederherstellung des Staates Polen in Lublin gebildeten Provisorischen Regierung. Insoweit amtierte er zu dieser Zeit neben dem Ministerpräsidenten des Regentschaftskönigreichs Polen, Władysław Wróblewski. Während dieser Zeit war er außerdem auch Außenminister. Ebenso wie Wróblewski erkannte er die nach der Unabhängigkeit der Zweiten Republik am 18. November 1918 gebildete Regierung von Ministerpräsident Jędrzej Moraczewski an.

### Zweite Polnische Republik, Parlamentspräsident und Gegner Piłsudskis
Am 26. Januar 1919 wurde er zum Abgeordneten des Parlaments (Sejm) gewählt, dem er nach Wiederwahlen in den Jahren 1922 und 1928 bis zu seinem Rücktritt im Jahr 1930 angehörte.
Am 24. Juli 1920 wurde er von Ministerpräsident Wincenty Witos zum Stellvertretenden Ministerpräsidenten in dessen Kabinett ernannt. Dieses Amt übte er bis zum 4. Januar 1921 aus.
Nach der Wahl am 5. November 1922 wurde er Stellvertretender Parlamentspräsident (Vizesejmmarschall). Dieses Amt übte er bis 1927 aus. Noch am 9. Dezember 1922 kandidierte er erfolglos bei der Präsidentschaftswahl. Nach dem Staatsstreich vom Mai 1926, in dem Piłsudski die Macht übernahm und bis zum Tode 1935 der eigentliche starke Mann blieb, kam es nach anfänglicher Unterstützung letztlich zum Bruch der Beziehungen zwischen Daszyński und Piłsudski.
Am 27. März 1928 wurde er jedoch selbst Sejmmarschall (Marszałek Sejmu) und damit Präsident des Parlaments. In dieser Funktion lehnte er die Öffnung des Sejms ab, als Piłsudski mit einer bewaffneten Eskorte den Zugang zum Parlament forderte. 1929 gehörte er zu den Mitgründern von Centrolew, einer Allianz der Parteien der Linken und der Mitte (PSL Wyzwolenie, PSL Piast, Nationale Arbeiterpartei, PPS, Kleinlandwirtepartei und Polnische Christdemokratische Partei), die zur Bekämpfung des Parteilosen Blocks der Regierungsunterstützer (Bezpartyjny Blok Współpracy z Rządem (BBWR)) Piłsudskis gebildet wurde.
Obwohl er 1930 noch einmal als Abgeordneter wiedergewählt wurde, trat er am 9. Dezember 1930 von seinem Mandat und als Sejmmarschall nach der Niederlage von Centrolew und dem Gewinn der absoluten Mehrheit durch den BBWR zurück, als Marschall Piłsudski den Versuch zur Bildung einer Volksfront unterdrückte.

## Werke

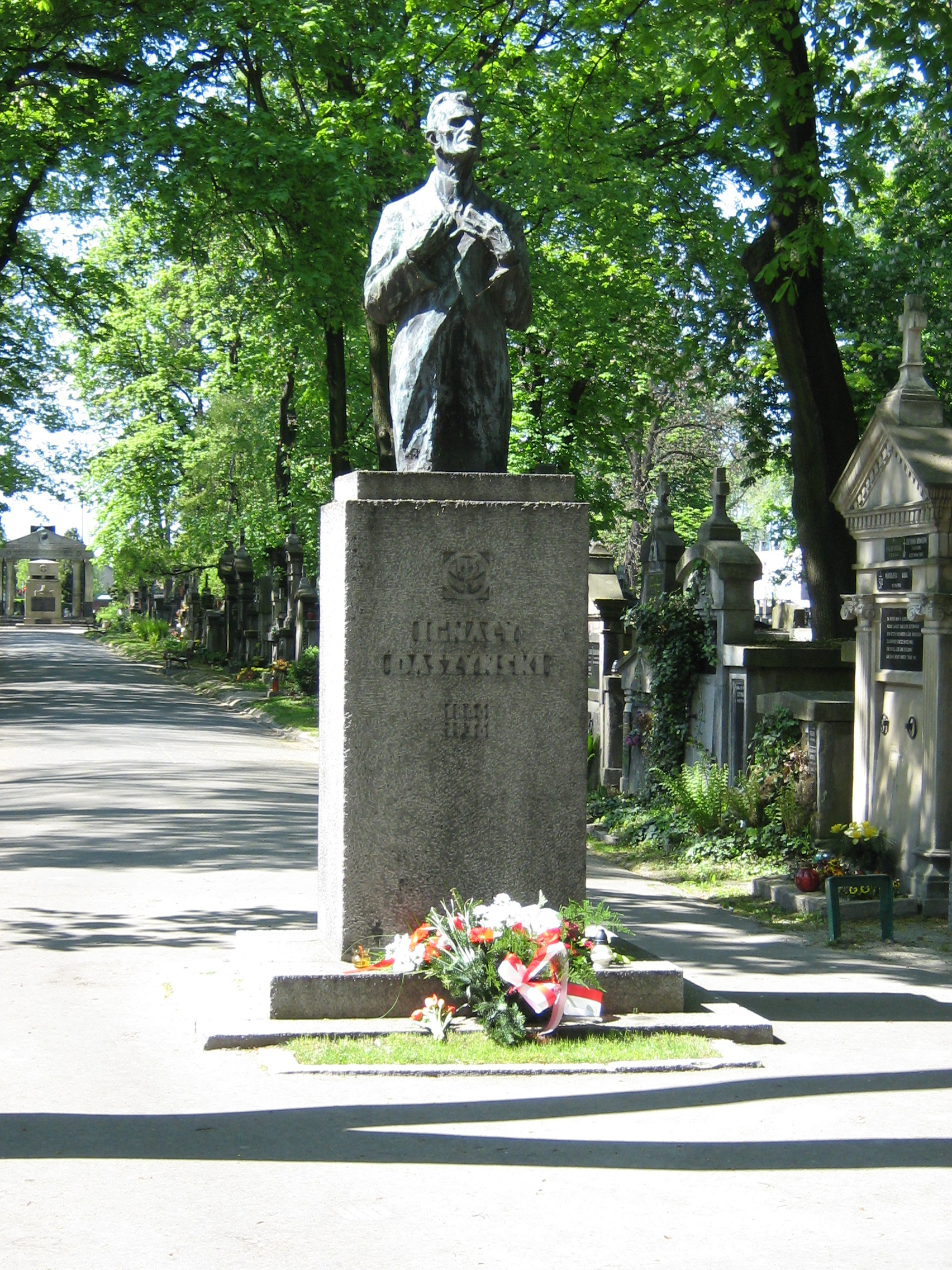
Denkmal für Ignacy Daszyński auf dem Friedhof Rakowicki in Krakau.

Daszyński, der nach seinem Tode auf dem Friedhof Rakowicki in Krakau beigesetzt wurde, war auch Autor mehrerer politischer Bücher:
- Bankructwo demokracji galicyjskiej, 1894 (Bankrott der galizischen Demokratie)
- O formach rządu, 1902 (über die Regierungsbildung)
- Polityka proletariatu, 1907 (Politik des Proletariats)
- Pamiętniki, 1925–1926 (Memoiren, zwei Bände)
- Sejm, rząd, król, dyktator. Uwagi na czasie, 1926 (Parlament, Regierung, König, Diktator)
- O Panstwie, Demokracji I Parlamentaryzmie (über Staat, Demokratie und Parlamentarismus)